# Мальчики из Бразилии
«Мальчики из Бразилии» — кинофильм 1978 года Франклина Шеффнера по одноимённому роману Айры Левина. Был номинирован сразу на три «Оскара», шесть «Сатурнов» и «Золотой глобус».

## Сюжет
Фильм о нацистах, перебравшихся в Бразилию после окончания Второй мировой войны в 1945 году. Нацистский преступник Йозеф Менгеле скрывается от возмездия в Южной Америке. Мысли о реванше не оставляют Менгеле. Созданная им тайная организация занимается проблемой выведения новой породы людей согласно нацистской теории «третьего рейха», причём выводить их он собирается клонированием Адольфа Гитлера целыми сотнями — осталась замороженная кровь фюрера. Но за Менгеле охотится беспощадный охотник за нацистами Эзра Либерман.

## В ролях
- Грегори Пек — доктор Йозеф Менгеле
- Лоренс Оливье — Эзра Либерман, «охотник за нацистами»
- Джеймс Мэйсон — Эдуард Сейберт
- Лилли Палмер — Эстер Либерман, сестра и помощник Эзры Либермана
- Энн Мира — миссис Карри
- Денхолм Эллиотт — Сидни Бейнон, журналист
- Иоахим Ханзен — Фаслер
- Стив Гуттенберг — Барри Колер
- Ута Хаген — Фрида Малоуни
- Розмари Харрис — миссис Доринг
- Бруно Ганц — профессор Брюкнер
- Майкл Гоф — мистер Харрингтон
- Скай Дюмонт — Хессен
- Линда Хейден — Нэнси
- Прунелла Скейс — миссис Харрингтон
- Джон Рубинстайн — Дэвид Беннетт
- Джон Денер — Генри Уилок
- Дэвид Хёрст — Страссер
- Уолтер Готелл — Мандт
- Ричард Марнер — Доринг
- Георг Маришка — Гюнтер
- Вольф Калер — Швиммер
- Джереми Блэк — Джек Карри, Саймон Харрингтон, Эрик Доринг, Бобби Уилок
- Рауль Фаустино Салдана — Исмаэль